# Botryosphaeria protearum
Botryosphaeria protearum är en svampart som beskrevs av Denman & Crous 2003. Botryosphaeria protearum ingår i släktet Botryosphaeria och familjen Botryosphaeriaceae.   Inga underarter finns listade i Catalogue of Life.